# Silent Hill (filme)
Para outros significados ver Silent Hill e Silent Hill (jogo)
Silent Hill (bra: Terror em Silent Hill; prt: A Maldição do Vale) é um filme de 2006 de terror psicológico dirigido por Christophe Gans sobre uma mãe que acaba indo parar em uma cidade sombria enquanto levava sua filha que sofre de uma doença misteriosa até um curandeiro.. É baseado nos jogos Silent Hill da Konami. Teve um orçamento de $50 milhões e arrecadou $97,6 milhões de dólares.

## Elenco
- Radha Mitchell - Rose
- Sean Bean - Christopher
- Jodelle Ferland - Sharon / Alessa Gillespie
- Laurie Holden - Cybil Bennett
- Deborah Kara Unger - Dahlia Gillespie
- Alice Krige - Christabella
- Kim Coates - Policial Thomas Gucci
- Tanya Allen - Anna
- Colleen Williams - Arquivista
- Ron Gabriel - Mecânico
- Eve Crawford - Irmã Margaret

## Recepção
O público pesquisado pelo CinemaScore deu ao filme uma nota média "C" em uma escala de A + a F.
As exibições antecipadas de Silent Hill não foram dadas aos críticos pelo distribuidor. No consenso do agregador de críticas Rotten Tomatoes diz: "Silent Hill é visualmente impressionante, mas, como em muitas adaptações de videogames, é atormentado por diálogos fúteis, um enredo confuso e um tempo de execução excessivamente longo"" Na pontuação onde a equipe do site categoriza as opiniões da grande mídia e da mídia independente apenas como positivas ou negativas, o filme tem um índice de aprovação de 31% calculado com base em 105 comentários dos críticos. Por comparação, com as mesmas opiniões sendo calculadas usando uma média aritmética ponderada, a nota alcançada é 4,8/10.

## Trilha sonora
A trilha sonora do filme é quase toda constituída por músicas dos jogos Silent Hill, Silent Hill 2, Silent Hill 3 e algumas de Silent Hill 4: The Room, todas compostas por Akira Yamaoka. Elas foram arranjadas pelo compositor de filmes Jeff Danna, com algumas trilhas modificadas e outras completamente recriadas. Akira Yamaoka também supervisionou o arranjo e a remixagem das trilhas.
[carece de fontes?]